# Guldbaggegalan 2019
Guldbaggegalan 2019 var den 54:e upplagan av Guldbaggegalan. Den direktsändes från Cirkus i Stockholm den 28 januari 2019 på SVT1. Emma Molin var årets konferencier.

## Vinnare och nominerade
Nomineringarna tillkännagavs den 3 januari 2019. Vinnarna listas i fetstil.
| Bästa film - Gräns – Nina Bisgaard, Piodor Gustafsson och Petra Jönsson - The Deminer – Antonio Russo Merenda och Hogir Hirori - Den blomstertid nu kommer – Crazy Pictures - Goliat – Mattias Nohrborg och Frida Bargo - Unga Astrid – Lars G. Lindström, Maria Dahlin och Anna Anthony | Bästa regi - Carl Javér – Rekonstruktion Utøya - Ali Abbasi – Gräns - Måns Månsson och Axel Petersén – Toppen av ingenting - Gabriela Pichler – Amatörer                   |
| Bästa kvinnliga huvudroll - Eva Melander – Gräns - Zahraa Aldoujaili – Amatörer - Alba August – Unga Astrid - Leonore Ekstrand – Toppen av ingenting | Bästa manliga huvudroll - Joakim Sällquist – Goliat - Fredrik Dahl – Amatörer - Sebastian Ljungblad – Goliat - Mikael Persbrandt – Tårtgeneralen                           |
| Bästa kvinnliga biroll - Lena Nilsson – Videomannen - Sissela Benn – Sune vs Sune - Maria Bonnevie – Unga Astrid - Trine Dyrholm – X & Y | Bästa manliga biroll - Eero Milonoff – Gräns - Jens Albinus – X & Y - Fredrik Hallgren – Sune vs Sune - Henrik Rafaelsen – Unga Astrid                                     |
| Bästa manus - Goliat – Peter Grönlund - Amatörer – Gabriela Pichler och Jonas Hassen Khemiri - Gräns – Ali Abbasi, Isabella Eklöf och John Ajvide Lindqvist - Trädgårdsgatan – Gunnar A.K. Järvstad                                                                                      | Bästa foto - Trädgårdsgatan – Kristoffer Jönsson - In i dimman – Ellinor Hallin - Jimmie – Måns Månsson                                                                    |
| Bästa klippning - Goliat – Dino Jonsäter - Flotten – Alexandra Strauss och Dominika Daubenbüchel - Gräns – Olivia Neergaard-Holm och Anders Skov | Bästa kostym - Tårtgeneralen – Ingrid Sjögren - Euphoria – Denise Östholm - Unga Astrid – Cilla Rörby                                                                      |
| Bästa ljud/ljuddesign - Gräns – Christian Holm - Den blomstertid nu kommer – Crazy Pictures - Jimmie – Jonas Jansson | Bästa mask/smink - Gräns – Göran Lundström, Pamela Goldammer och Erica Spetzig - Euphoria – Morna Ferguson och Orla Carroll - Tårtgeneralen – Eva von Bahr och Love Larson |
| Bästa originalmusik - Goliat – Johan Testad - Halvdan Viking – Gaute Storaas - Innan vintern kommer – Armand Amar | Bästa scenografi - Ted – För kärlekens skull – Ulrika von Vegesack - Balkan Noir – Emma Sofia Wahlberg - Unga Astrid – Linda Janson                                        |
| Bästa visuella effekter - Gräns – Peter Hjorth - Den blomstertid nu kommer – Crazy Pictures och Jacob Danell - Sune vs Sune – Fredrik Pihl | Bästa dokumentärfilm - Rekonstruktion Utøya – Carl Javér - The Deminer – Hogir Hirori - Flotten – Marcus Lindeen                                                           |
| Bästa kortfilm - Martyren – Ahmed Abdullahi - The Ambassador's Wife – Theresa Traore Dahlberg - Vi bara lyder – Erik Holmström och Fredrik Wenzel | Bästa utländska film - Shoplifters – Hirokazu Kore-eda - BlacKkKlansman – Spike Lee - Cold War – Paweł Pawlikowski                                                         |
| Årets nykomling - Crazy Pictures – Den blomstertid nu kommer | Hedersguldbaggen - Yvonne Lombard |
| Gullspira - Linda Hambäck | Guldbaggens publikpris - Tårtgeneralen – Lars Beckung, Renée Axö och Martin Söder - Den blomstertid nu kommer – Crazy Pictures - Vill du dansa? – Filmdirekt               |

### Filmer med flera vinster
| Vinster | Film                 |
| ------- | -------------------- |
| 6       | Gräns                |
| 4       | Goliat               |
| 2       | Rekonstruktion Utøya |
| 2       | Tårtgeneralen        |

### Filmer med flera nomineringar
| Nomineringar | Film                      |
| ------------ | ------------------------- |
| 9            | Gräns                     |
| 6            | Goliat                    |
| 6            | Unga Astrid               |
| 4            | Amatörer                  |
| 4            | Den blomstertid nu kommer |
| 4            | Tårtgeneralen             |
| 3            | Sune vs Sune              |
| 2            | The Deminer               |
| 2            | Euphoria                  |
| 2            | Flotten                   |
| 2            | Jimmie                    |
| 2            | Rekonstruktion Utøya      |
| 2            | Toppen av ingenting       |
| 2            | Trädgårdsgatan            |
| 2            | X & Y                     |